# پسیو (رود)
پسیو (به ایتالیایی: Pesio) یک رود در شمال غرب ایتالیا است که در استان کونیو واقع شده‌است.